# Dinastia burji
La dinastia burjī (in arabo المماليك الشركس البرجية ‎?, al-Mamālīk al-burjiyya, vale a dire dei "Mamelucchi burgi") governò l'Egitto e parte della Siria dal 1382 al 1517.
Essa fu caratterizzata da grande turbolenza, specie se paragonata alla precedente dinastia dei Mamelucchi baḥrī, tanto che la permanenza al Sultanato dei suoi esponenti fu generalmente breve. Durante il loro governo dovettero affrontare la devastante avanzata del turco-mongolo Timur Lenk (Tamerlano) ma conquistarono l'isola di Cipro, sede del nominale regno crociato di Gerusalemme. I regolari dissidi interni facilitarono senz'altro la non facile conquista dei loro domini da parte degli Ottomani, che infine li sconfissero nel 1517, incamerandone i territori, pur mantenendo poi al potere - ma in veste di vassalli della Sublime porta - vari bey mamelucchi (chiamati dagli storici specialisti "Neo-Mamelucchi").
Il termine burjī, o Burjiyya, che identifica la dinastia si riferisce alla "torre" (in arabo burj) presente nell'originario accasermamento dei reggimenti mamelucchi nella parte della Cittadella (qalʿa) a est del Cairo.

## Storia
Dal 1250 l'Egitto era stato governato dalla dinastia turca dei Mamelucchi Baḥrī. Nel 1377 in Siria scoppiò una rivolta che s'allargò presto all'Egitto e il governo mamelucco fu assunto dagli elementi circassi che costituivano i reggimenti mamelucchi, di più recente formazione e di qualità belliche meno accentuate, e il governo fu assunto da Baraka e Barqūq. Barqūq fu proclamato Sultano nel 1382, per essere poi esiliato nel 1389 prima che egli riuscisse a impadronirsi nuovamente del potere al Cairo nel 1390.  

Barquq divenne nemico di Tamerlano per aver trucidato uno dei suoi inviati. Tamerlano minacciò d'invadere la Siria ma Barqūq morì nel 1399. Fu allora Bayezid I a invadere la Siria ma, così facendo, entrò inevitabilmente in conflitto con Tamerlano, che conquistò Aleppo e altre città nel 1400. La Siria fu riconquistata dal Sultano mamelucco Nāṣir al-Dīn Faraj quando Tamerlano morì nel 1405, ma dovette continuamente fronteggiare le ribellioni di suoi Emiri e fu costretto infine ad abdicare nel 1412.
Nel 1421 l'Egitto fu attaccato dalle forze del Regno di Cipro, e malgrado gli egiziani non fossero in grado di conquistare l'isola, riuscirono nondimeno a costringere i Ciprioti a riconoscere la sovranità del Sultano mamelucco Barsbāy. Durante il regno di Barsbāy la popolazione dell'Egitto subì una sensibile diminuzione rispetto ai secoli precedenti e le stesse città si restrinsero a 1/5 dell'ammontare del secolo precedente. Ciò non impedì a Barsbāy di effettuare incursioni nell'Asia minore ma morì nel 1438.
Sayf al-Dīn Īnāl giunse al potere nel 1453 e intrattenne relazioni amichevoli con l'Impero ottomano che in quell'anno conquistò Costantinopoli, provocando grande gioia in Egitto. Tuttavia, sotto il Sultanato di Khushqadam, che prese il potere nel 1463, l'Egitto prese a lottare in armi contro le mene ottomane, che intendevano allargarsi in Siria e in Egitto. Sia Kushqadam sia Mehmet II sostennero differenti candidati alla guida del Beilikato di Karaman; quindi nel 1467 il Sultano mamelucco Qāytbāy offese il Sultano ottomano Bayezid II, il cui fratello Cem fu avvelenato mentre era ospite (con intenti non propriamente collimanti con quelli di Bayezid II) di Qāytbāy. 

Bayezid II s'impadronì di Adana, Tarso e di altre località che facevano parte dei domini mamelucchi, ma fu infine sconfitto da Qāytbāy. Questi tentò anche di aiutare i musulmani che erano sotto attacco cristiano in Spagna minacciando per ritorsione i cristiani siriani, ma senza effetto. Morì nel 1496, lasciando varie centinaia di migliaia di ducati di debito, contratto con le grandi famiglie mercantili veneziane.
Nel 1515 ebbe inizio la guerra contro il Sultano ottomano Selim I, che condusse all'incorporazione dell'Egitto nell'Impero ottomano.

Le cariche di cavalleria dei Mamelucchi non poterono nulla contro l'efficiente artiglieria ottomana dei Giannizzeri. Il Sultano egiziano Qanṣūh al-Ghūrī fu accusato da Selim di aver inviato emissari allo Shah safavide Ismāʿīl I per creare un'alleanza anti-ottomana e di aver concesso asilo a esuli ottomani ostili al Sultano. 

Dopo aver inflitto una dura sconfitta ai Safavidi nella battaglia di Cialdiran nel 1514, gli Ottomani inflissero una capitale disfatta ai mamelucchi nella battaglia di Marj Dabiq del 24 agosto 1515, nel corso della quale Qanṣūh al-Ghūrī fu ucciso, mentre la Siria entrava a far parte dei domini ottomani, acclamati dalla sua popolazione, stanca della sempre più declinante efficienza del governo mamelucco.
Nel 1517 i Turchi ottomani e Selim I sbaragliarono i mamelucchi, conquistando Il Cairo il 20 gennaio, che dovette passare in secondo piano rispetto a Istanbul, limitandosi a ospitare un Governatore militare (Pascià) inviato dalla Sublime porta. Tuttavia l'Impero ottomano mantenne al potere - in veste di vassalli - i bey mamelucchi sconfitti, spesso definiti "neo-Mamelucchi" dalla storiografia specialistica.

## Elenco dei Sultani burji
| Laqab | Nome proprio                                           | Regno                     |
| --- | ------------------------------------------------------ | ------------------------- |
| al-Ẓāhir in arabo الظاہر‎?                                                                                                 | Barquq (Sayf al-Dīn Barqūq) in arabo سیف الدین برقوق ‎? | 1382 - 1389 primo regno   |
| Sulṭān al-Ṣāliḥ al-Muẓaffar al-Manṣūr in arabo سلطان الصالح المظفر المنصور‎?                                               | Ṣalāḥ al-Dīn Ḥājjī II in arabo صلاح الدین حاجی ثانی‎?   | 1389                      |
| al-Ẓāhir in arabo الظاہر ‎?                                                                                                | Sayf al-Dīn Barqūq in arabo سیف الدین برقوق ‎?          | 1390 - 1399 secondo regno |
| al-Nāṣir in arabo الناصر ‎?                                                                                                | Nāṣir al-Dīn Faraj in arabo ناصر الدین فرج ‎?           | 1399 - 1405 primo regno   |
| al-Manṣūr in arabo المنصور ‎?                                                                                              | ʿIzz al-Dīn ʿAbd al-ʿAzīz in arabo عز الدین عبدالعزیز‎? | 1405                      |
| al-Nāṣir in arabo الناصر ‎?                                                                                                | Nāṣir al-Dīn Faraj in arabo ناصر الدین فرج ‎?           | 1405 - 1412 secondo regno |
| al-ʿĀdil in arabo العادل ‎?                                                                                                | al-Mustaʿīn bi-llāh in arabo المستعین باللہ‎?           | 1412                      |
| al-Muʾayyad in arabo المؤید ‎?                                                                                             | Sayf al-Dīn Tatār in arabo سیف الدین تتار‎?             | 1412 - 1421               |
| al-Muẓaffar in arabo المظفر‎?                                                                                              | Aḥmad in arabo أحمد‎?                                   | 1421                      |
| al-Ẓāhir in arabo الظاہر‎?                                                                                                 | Sayf al-Dīn Tatār in arabo سیف الدین تتار‎?             | 1421                      |
| al-Ṣāliḥ in arabo الصالح‎?                                                                                                 | Nasir al-Din Muhammad in arabo ناصر الدین محمد‎?        | 1421 - 1422               |
| al-Ashraf in arabo الأشرف ‎?                                                                                               | Sayf al-Dīn Barsbāy in arabo سیف الدین برسبای ‎?        | 1422 - 1437               |
| al-ʿAzīz in arabo العزیز ‎?                                                                                                | Jamāl al-Dīn Yūsuf in arabo جمال الدین یوسف‎?           | 1437 - 1438               |
| al-Ẓāhir in arabo الظاہر‎?                                                                                                 | Sayf al-Dīn Jaqmaq in arabo سیف الدین جقمق ‎?           | 1438 - 1453               |
| al-Manṣūr in arabo المنصور ‎?                                                                                              | Fakhr al-Dīn ʿUthmān in arabo فخرالدین عثمان ‎?         | 1453                      |
| al-Ashraf in arabo الأشرف ‎?                                                                                               | Sayf al-Dīn Īnāl in arabo سیف الدین إینال ‎?            | 1453 - 1461               |
| al-Muʾayyad in arabo المؤید ‎?                                                                                             | Shihāb al-Dīn Aḥmad in arabo شھاب الدین أحمد‎?          | 1461                      |
| al-Ẓāhir in arabo الظاہر‎?                                                                                                 | Sayf al-Dīn Khushqadam in arabo سیف الدین ﺧﺸﻘﺪﻡ ‎?      | 1461 - 1467               |
| al-Ẓāhir in arabo الظاہر‎?                                                                                                 | Sayf al-Dīn Bilbāʾī in arabo سیف الدین بلبأی‎?          | 1467                      |
| al-Ẓāhir in arabo الظاہر‎?                                                                                                 | Tīmūr Boghā in arabo تیمور بغا‎?                        | 1467 - 1468               |
| al-Ashraf in arabo الأشرف ‎?                                                                                               | Sayf al-Dīn Qāytbāy in arabo سیف الدین قایتبای‎?        | 1468 - 1496               |
| al-Nāṣir in arabo الناصر ‎?                                                                                                | Muḥammad b. Qāytbāy in arabo ﻣﺤﻤﺪ ﺑﻦ ﻗﺎﻳﺘﺒﺎى‎?          | 1496 - 1497 primo regno   |
| al-Ẓāhir in arabo الظاہر‎?                                                                                                 | Qanṣūh al-Burjī in arabo قانصوہ البرجی ‎?               | 1497                      |
| al-Nāṣir in arabo الناصر ‎?                                                                                                | Muḥammad b. Qāytbāy in arabo ﻣﺤﻤﺪ ﺑﻦ ﻗﺎﻳﺘﺒﺎى‎?          | 1497 - 1498 secondo regno |
| al-Ẓāhir in arabo الظاہر‎?                                                                                                 | Qānṣūh al-Ashrafī in arabo قانصوہ الأشرفی‎?             | 1498 - 1500               |
| al-Ashraf in arabo الأشرف ‎?                                                                                               | Janbulāṭ in arabo جنبلاط‎?                              | 1500 - 1501               |
| al-ʿĀdil in arabo العادل ‎?                                                                                                | Sayf al-Dīn Ṭūmān Bāy I in arabo سیف الدین طومان بای ‎? | 1501                      |
| al-Ashraf in arabo الأشرف ‎?                                                                                               | Qānṣūh al-Ghūrī in arabo قانصوہ الغوری‎?                | 1501 - 1516               |
| al-Ashraf in arabo الأشرف ‎?                                                                                               | Ṭūmān Bāy II in arabo طومان بای‎?                       | 1516 - 1517               |
| La dinastia burji del Sultanato mamelucco del Cairo finisce a causa della vittoria del Sultano ottomano Selim I nel 1517. |                                                        |                           |

- Il campo arancione indica una breve interruzione del dominio burji da parte della dinastia baḥrī.
  - Il campo grigio-argenteo indica un'interruzione del dominio burji da parte della dinastia abbaside del Cairo.